# Głucha Puszcza
Głucha Puszcza – osada leśna w Polsce położona w województwie wielkopolskim, w powiecie słupeckim, w gminie Orchowo, część wsi Orchowo.
W latach 1975–1998 miejscowość administracyjnie należała do województwa konińskiego.
W leśniczówce, znajdującej się na terenie Głuchej Puszczy, funkcjonowała niegdyś prywatna kolekcja muzealna należąca do inżyniera i leśnika - Stanisława Pijanowskiego. W skład kolekcji wchodziły m.in. numizmaty, wczesnośredniowieczny hełm rycerski, stare dokumenty, starodruki, rękopisy, miecz rzymskiego legionisty, broń turecka, rzeźby, obrazy czy zbiory przyrodnicze.